# Гвоздики бородаті
Гвозди́ки бородаті (Dianthus barbatus) — вид багаторічних рослин родини гвоздичні.

## Поширення
Природно гвоздики бородаті ростуть на луках Південної Європи та Західної Азії. Як декоративна садова рослина, вирощується по всьому світі.

## Опис
Листя супротивне, ланцетоподібне, гостре, зелене або зелене з червонястим відтінком. Численні прямостоячі міцні стебла заввишки до 60 см закінчуються великими з великою кількістю квіток щиткоподібними голівками діаметром 8-12 см. Квітки різного забарвлення: білі, кремові, рожеві, червоні, темно-червоні і інших забарвлень і відтінків, нерідко строкаті або з очком і облямівкою, оксамитові, ароматні. У культурі багато сортів гвоздики турецької з простими і махровими квітками.

## Використання
Гвоздики бородаті широко використовують у ґрунтових посадках, для бордюрів уздовж доріжок і для зрізання — зрізані суцвіття дуже добре і довго зберігаються у воді. Її з успіхом можна висаджувати в квітучому стані в горщики і використовувати для прикраси кімнат, лоджій і балконів.